# Raul Lovisoni
Raul Lovisoni, all'anagrafe Raulle Lovisoni (Cremona, 22 aprile 1954), è un compositore, scrittore ed ex parlamentare italiano.
Vive e lavora a Cervignano del Friuli.

## Biografia

### Gioventù
Raul Lovisoni nasce a Cremona nel 1954. Dopo aver frequentato il liceo artistico, si iscrive al corso di laurea DAMS, di Bologna, laureandosi nel 1979. Ha successivamente studiato composizione. Dal 1999 tutta la sua opera è indirizzata verso il melologo tra pagina scritta e pagina musicale..
Collabora con Francesco Messina all'album Prati Bagnati del Monte Analogo prodotto da Franco Battiato. Lovisoni realizza due delle 3 tracce, mentre la terza è opera di Francesco Messina; l'album vede la partecipazione di Juri Camisasca. L'album ha avuto una ristampa nel 2013, in edizione riveduta ed ampliata.

Il suo album "La Gnove Lune" (La Nuova Luna), del 1980, viene accolto positivamente dalla critica: 
Vince il "Premi Friûl" organizzato da Radio Onde Furlane nel 1987.
Inizia, alla fine degli anni '80, la collaborazione con il cinema. Lovisoni compone le musiche originali per due film di Marcello De Stefano: "Il prossimo - Ieri, oggi, domani (emigrazione vecchia e nuova)" e per la tetralogia "Medugorje in punti quattro". Nel 1999, con il Coro Polifonico di Ruda, realizza le musiche originali per la trasmissione di RAI UNO Centrifuga - Parole a 360 gradi, regia di Marco Balich, da un'idea di Antonio Maccario e Guido Barlozzetti.

### Maturità
Nel 1992 una svolta, viene invitato alla rassegna "New Age-Altri Suoni", al Teatro San Marco di Cologno Monzese. I brani di musica sacra per tastiere e viola da gamba furono eseguiti da Irena Pahor. Tutti questi brani erano ispirati ad aforismi trascritti da Gérard Encausse ed appartengono al pensiero di Anthelme Nizier Philippe (Maître Philippe, de Lyon). Gli stessi brani troveranno pubblicazione nel CD "Pioggia nel deserto n°2".
Nel 1994 entra in Parlamento con la Lega Nord per poi passare al Centro Cristiano Democratico dopo un durissimo scontro politico con l'allora segretario Umberto Bossi, poiché Lovisoni non vuole accettare l'alleanza con la Sinistra che ha portato al Governo Dini. Per 14 mesi riveste il ruolo di vicepresidente della Commissione Esteri. Si ricandida con il Polo delle Libertà nelle elezioni del 1996 ma non viene eletto.
Dal 2006 si è ritirato dalla politica. Non è iscritto ad alcun partito ma continua, come sempre, a restare vicino alle idee di Alain de Benoist e all'ala ambientalista del movimento culturale denominato Nuova Destra. Sia nella Lega Nord che nel CCD ha sostenuto una terza via sociale, una terza posizione come superamento del comunismo come del capitalismo.
Nel 1999 dà vita ad una collana di audiolibri-melologo dal titolo "Latuastoria" dove descrive luoghi friulani con racconti, da lui drammatizzati e interamente musicati.
È la più completa narrazione orale dedicata a luoghi e località della regione Friuli-Venezia Giulia.
Nel 2000 realizza l'oratorio-melologo "Tal Tornâ" (Sulla via del ritorno) con brani tratti dal Vangelo di Giovanni. La prima esecuzione è avvenuta nel Duomo di Udine con Klaus Gesing al sax soprano e U.T. Gandhi alle percussioni. Una seconda versione del progetto sarà registrata da Nevio Zaninotto. In "Tal Tornâ" le voci recitanti sono accompagnate da strumenti elettronici, organo, sax soprano, viola da gamba, percussioni, liuto, viella.
Nel 2001 compone le musiche di scena per lo spettacolo teatrale “Gli occhi e le mani – Tina Modotti frammenti di piccola vita” di Alberto Prelli.

### Progetti recenti
Con lo pseudonimo Uomo dei Boschi pubblica filmati su YouTube dove espone le proprie visioni sociali, filosofiche ed artistiche. Alla fine del 2012 un centinaio di filmati postati in rete raggiungono quasi settecentomila contatti.
Grazie al contributo del Ministero della Cultura ha creato il progetto "AUR" che prevede la diffusione di testi e musiche dedicate a non vedenti e ipovedenti.
Collabora con Nicolò Bongiorno per la colonna sonora di due documentari nel 2009: il primo, "Esodo - L'Italia dimenticata" sul drammatico esodo dei Giuliano-Dalmati, con i testi sono di Alex Luria. Il secondo film è invece dedicato alla figura di Gustavo Rol (prodotto da Medusa Video).
Nel 2004 pubblica il romanzo "Resolaris. Il Ritorno dei Benandanti". Il volume è realizzato anche in forma di audiolibro musicale ed è ispirato alla figura dei Benandanti. I due DVD di questo progetto hanno il patrocinio del Centro internazionale del libro parlato e dell'Unione italiana dei ciechi e degli ipovedenti.
Collabora mensilmente alla rivista web di ispirazione antroposofica "l'Archetipo".
Dopo insegnerà all'Istituto Destra Torre nelle scuole secondarie di Aiello del Friuli e Perteole, ma nel 2012 per problemi di salute molto gravi è costretto a ritirarsi provvisoriamente dalla carriera scolastica. Rientra a scuola dopo un anno, nel frattempo ha sposato la battaglia per le cure naturali e la dieta vegana contro il tumore. Completamente guarito ha ripreso l'attività compositiva utilizzando l'accordatura aurea a 432 hz.
Nel 2021 per i tipi di Piemme-Milano ha dato alle stampe un nuovo libro: L'Uomo del fiume/I pensieri della foce. In 358 pagine, l'autore racconta il suo viaggio esistenziale dall’infanzia ad eventi più difficili affrontati con coraggio e della sua vita nella natura di fiumi e lagune del Friuli. Questo libro contiene un album musicale con 19 brani raggiungibili tramite QR-code sulla piattaforma Youtube utilizzata al massimo della qualità. Tutti i brani sono accordati a 432 hz.

## Opere selezionate (Dischi, video, libri e libri musicati)
- 1979 - "Prati Bagnati del Monte Analogo" (Cramps Records)
- 1980 - "La Gnove Lune" (AVF Records)
- 1992 - "Quiet Lands" (Wind Productions)
- 1993 - "Medugorje in punti quattro" dall'omonimo film di Marcello De Stefano (4 video, Distribuzione Edizioni Segno)
- 1993 - "Verso un'Europa transmoderna: le premesse per la creazione di una forza politica europeista in un contesto di crisi del pensiero moderno" (Lubiana, Samozal) - Atti dal convegno
- 1993 - "Pioggia nel deserto 2" (Pioggia Records)[17]
- 2004 - "Res Solaris - Il ritorno dei Benandanti", con la prefazione di Stanislao Nievo e l'introduzione di Franco Battiato (Edizioni della Laguna)[18]
- 2007 - "Res Solaris" - 2 volumi DVD-ROM - Libro musicato in 45 capitoli, letto da Werner Di Donato (Age of Vitrae editore)
- 2008 - "Suns. Antologjie de gnove musiche furlane" vol. 1 (Edizioni Nota)
- 2008 - "Rol. Un mondo dietro al mondo", (Medusa Video) - Musiche per il documentario di Nicolò Bongiorno
- 2021 - L'uomo del fiume, Piemme, Milano - Libro autobiografico
- 2021 - Raccolta (1979-2015) https://www.youtube.com/playlist?list=PL6lG531brMHiRUxNGfc8fBKgUmCZqLqe-

### Serie "La tua storia"
Dal 1999 al 2010 - La tua storia, serie di audiolibri/melologhi sulla storia e sui luoghi del Friuli-Venezia Giulia (Age of Vitrae editore).
- 1999 - Palmanova
- 2000 - Lignano (anche in lingua tedesca)
- 2001 - Cervignano del Friuli
- 2001 - Aquileia il Patriarcato
- 2002 - Latisana
- 2002 - Trieste (anche in lingua tedesca)
- 2003 - Friuli (anche in lingua friulana)
- 2004 - Pordenone
- 2004 - I Celti nell'Alto Adriatico (con Barbara Errico)
- 2004 - Muggia (con Barbara Errico)
- 2005 - Gorizia (con Barbara Errico)
- 2006 - Villa Manin (con Barbara Errico)
- 2007 - Nazario Sauro (con Barbara Errico, Werner Di Donato)
- 2007 - Biagio Marin (con Barbara Errico, Werner Di Donato)
- 2008 - Capodistria (con Barbara Errico, Werner Di Donato)
- 2010 - Latuastoria. Come divulgare la storia locale (DVD-ROM in collaborazione con Franco Cardini e Guglielmo Cevolin)[19]

Il volume del 2003 intitolato Friul viene presentato ufficialmente in Provincia di Udine dallo scrittore friulano Carlo Sgorlon, il quale sottolinea la continuità della tradizione orale più antica nell'opera musicale-narrativa di Raul Lovisoni. Anche le tematiche di un ecologismo spiritualista avvicinano Lovisoni al mondo di Sgorlon.
Per questo album doppio sulla storia del Friuli il cantautore Luigi Maieron, poeta e scrittore italiano di lingua friulana, realizza appositamente il brano Un Paîs.